# I Knew You Were Trouble
I Knew You Were Trouble is een single uit 2012 van Taylor Swift dat op haar album Red stond. Het nummer stond in verschillende landen in de top 10, waaronder België, Australië, Canada en Oostenrijk. In de Billboard Hot 100 haalde ze de 2de plek. Het nummer werd geschreven door Swift zelf, Max Martin en shellback.

## NPO Radio 2 Top 2000
| Nummer met noteringen in de NPO Radio 2 Top 2000 | '23  | '24  |
| ------------------------------------------------ | ---- | ---- |
| I Knew You Were Trouble                          | 1189 | 1328 |

1. ↑  Een vetgedrukt getal geeft de hoogste notering aan.
2. ↑  2023 was het eerste jaar met een notering voor dit nummer.